# Ворота Святого Георгия
Порта Сан-Джорджо, или Ворота Святого Георгия (итал. Porta San Giorgio) — памятник архитектуры, часть древней крепостной стены во Флоренции. Находятся в районе Ольтрарно между улицами Святого Леонарда и Коста-Сан-Джорджо. Здесь же находится самый длинный сохранившийся фрагмент крепостной стены.
Ворота были построены в 1324 году, вместе с шестым кругом городских стен, проект которого приписывается архитектору Андреа Орканьи. Название ворота получили от церкви Святого Георгия, от которой также берёт название одна из близлежащих улиц — Коста-Сан-Джорджо («коста» — дорога на холм).
Во время осады Флоренции в XVI веке ворота были понижены по предложению Микеланджело, ответственного за укрепления города, для того, чтобы быть менее уязвимыми для стрельбы со стороны противника. В 1590 году близ ворот был построен Форт Санта-Мария в Сан-Джорджо, ныне известный, как Форт Бельведер.
На внешней стороне ворот в люнете над аркой, построенной в XVI веке, находится барельеф, изображающий святого Георгия Победоносца работы Андреа да Понтедера (ныне заменён копией, оригинал хранится в Палаццо Веккьо в зале Старой канцелярии).
На внутренней стороне в люнете сохранилась фреска Лоренцо Биччи, изображающая Богоматерь с младенцем на троне с предстоящими по бокам святыми Леонардом и Георгием.